# Jüdische Gemeinde Brünnau
Die Jüdische Gemeinde Brünnau war eine Israelitische Kultusgemeinde im heutigen Prichsenstadter Ortsteil Brünnau im unterfränkischen Landkreis Kitzingen. Die Gemeinde bestand vom 18. Jahrhundert bis zu Beginn des 20. Jahrhunderts. 

## Geschichte
| Name           | Erwähnt |
| Löb Jung       | 1827    |
| Abraham Jüng   | 1834    |
| Nathan Schloß  | 1861    |
| Salomon Sänger | 1864    |
| Samuel Strauß  | 1869    |
| H. Gelbart     | 1884    |

Jüdische Einwohner in Brünnau sind seit dem Beginn des 18. Jahrhunderts nachgewiesen. Im Jahr 1720 existierten insgesamt acht jüdische Haushalte im Dorf. Ein Jahrhundert später war bereits ein Drittel der Einwohnerschaft jüdischen Glaubens. Nachdem das Königreich Bayern die Anzahl der Juden auf sogenannte Matrikelplätze festgelegt hatte, bestanden in Brünnau im Jahr 1817 zehn jüdische Familien. Die Brünnauer Juden hatten sich auf den Viehhandel und das Schlachten spezialisiert.
Die Gemeinde unterhielt im 19. Jahrhundert zeitweise einen eigenen Religionslehrer, der in der Synagoge mit angeschlossenem Schulraum und Mikwe unterrichtete. Zwischen 1864 und 1869 handelte es sich bei diesem Lehrer um Salomon Sänger aus Kleineibstadt. Im Jahr 1864 bestand immer noch eine recht große Gemeinde, deshalb errichtete man in den 1870er Jahren die Synagoge neu. Bereits 1851 hatte der Religionslehrer seinen Wohnsitz gewechselt und war nach Lülsfeld gezogen.
Im Jahr 1890 wurde die Brünnauer Gemeinde mit der in Gerolzhofen zusammengelegt. Seit den 1880er Jahren waren die Brünnauer Juden vermehrt aus dem Dorf weggezogen. Nur noch die Hälfte der ehemaligen Gemeinde bestand weiter. Im Jahr 1904 ist Isaak Stern als Vorstand der Kultusgemeinde nachgewiesen. Die Brünnauer Juden engagierten sich auch in der Gemeinde. Zwischen 1876 und 1879 ist Löb Klein Beigeordneter der Gemeindeverwaltung, Isaak Künstler war zwischen 1919 und 1925 Gemeinderat.

## Gemeindeentwicklung
Die Kultusgemeinde war ab dem Jahr 1839 dem bayerischen Distriktsrabbinat Niederwerrn zugeordnet, welches ab 1864 ins Distriktsrabbinat Schweinfurt umgewandelt wurde.
| Jahr | Mitglieder | Jahr | Mitglieder | Jahr | Mitglieder | Jahr | Mitglieder |
| ---- | ---------- | ---- | ---------- | ---- | ---------- | ---- | ---------- |
| 1813 | 67         | 1830 | 58         | 1875 | 63         | 1900 | 10         |